# Fabian Unteregger
Fabian Unteregger (* 28. März 1977 in Zürich) ist ein Schweizer Komiker und Moderator.

## Werdegang
Fabian Unteregger schloss 2003 an der ETH Zürich das Studium der Lebensmittelwissenschaften ab (MSc. ETH) und erlangte 2004 den didaktischen Ausweis ETH. 2008–2014 studierte er an der Uni Zürich Humanmedizin. 2017 folgte die Promotion zum Doktor der Medizin. Fabian Unteregger besitzt eine Helikopter-Pilotenlizenz.
Unteregger ist beim Theatersport, als Imitator oder als Moderator auf diversen Bühnen anzutreffen. Er imitiert bekannte Schweizer Persönlichkeiten aus Politik und Sport. 2007 beantwortete er auf Radio Top einmal pro Woche als Nationalrat Christoph Mörgeli Zuschauerfragen. 2008 wurde er mit Auftritten in der Schweizer TV-Satire-Sendung Giacobbo/Müller auf SF 1 einem breiten nationalen Publikum bekannt. Neben Mörgeli parodiert er auch weitere Schweizer Persönlichkeiten wie Roger Federer, Köbi Kuhn oder Moritz Leuenberger, letzteren etwa in seiner wöchentlichen Radio-Kolumne Moritz erklärt deutsch auf Radio 24 und Capital FM. Ab 2009 war er mit seinem ersten Soloprogramm Showbiss auf Deutschschweizer Kleinkunst-Bühnen unterwegs. Seit 4. Juli 2013 ist er zudem wöchentlich auf SRF 1 als Moderator der TV-Comedy-Show Metzgete – Heiteres Prominentenraten zu sehen. Sein zweites Bühnenprogramm feierte am 7. Oktober 2015 Premiere.

## Auszeichnungen
- 2005, 2007: Zweiter bei den Schweizermeisterschaften im Theatersport (mit Improvenös)
- 2008: Europameister im Theatersport[3]
- 2008: Gewinner Best of Swiss Web Gold, beste Fussball-Marketing-Site (für Natifans.ch)[4]
- 2016: Prix Walo in der Kategorie Comedy

## Varia
Fabian Unteregger organisierte im Dezember 2010 die erste «Weihnachtsvorlesung Medizin» an der Uni Zürich zu Gunsten der ALS-Vereinigung Schweiz und ist darauf zu deren Botschafter ernannt worden.